# 女華
女華（じょはな、1983年6月22日 - ）は、広島県出身の女性ファッションモデル。旧芸名、穂積女華（ほづみ　じょはな）。「CanCam」や「メイクアップマガジン」など雑誌モデルを務める。